# Scoutingkampeerterrein Spelderholt

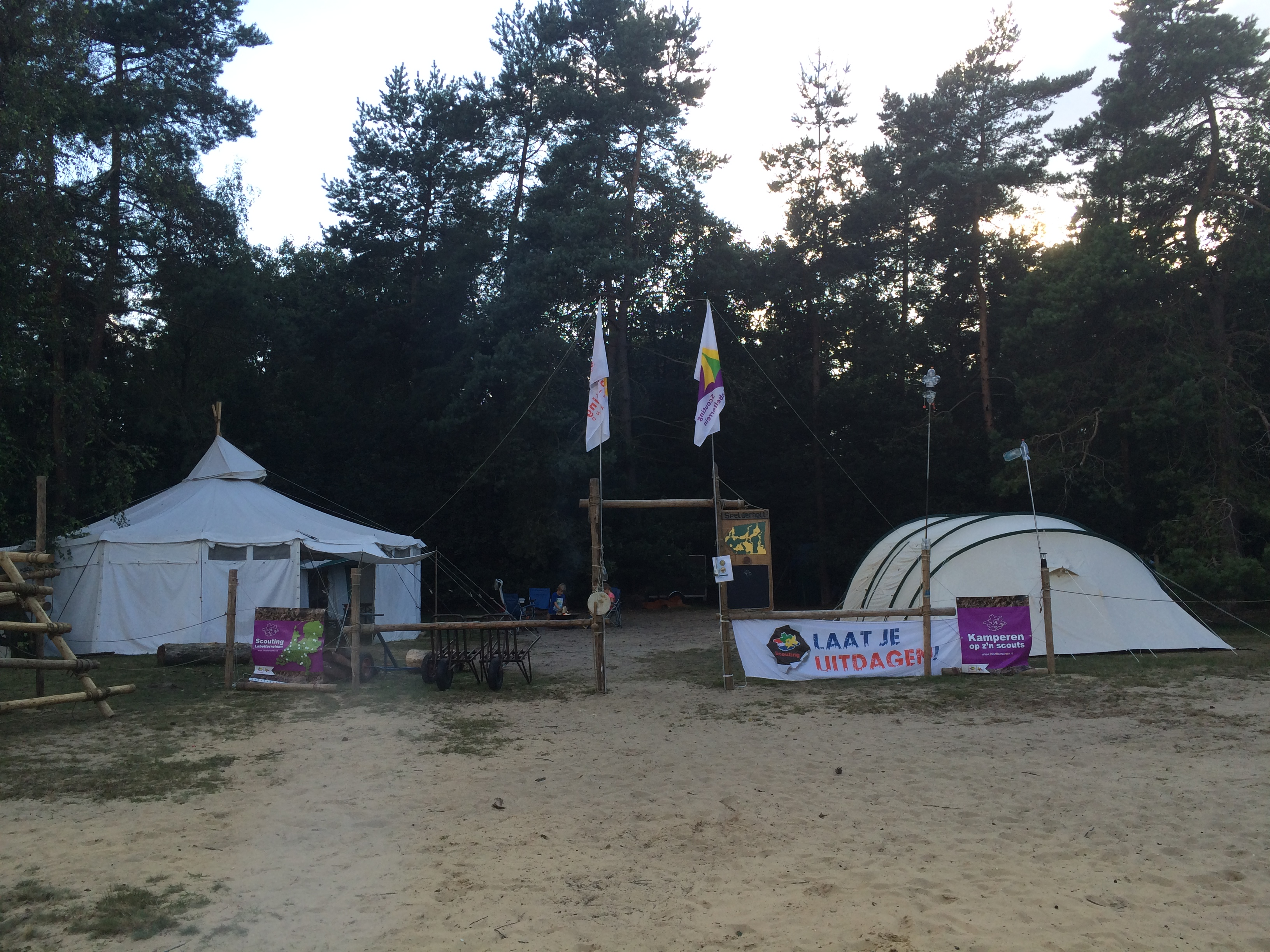
Het kampstafterrein tijdens het kampeerseizoen.

Spelderholt is een labelterrein van Scouting Nederland. Het is gelegen in de Veluwse bossen bij Hoenderloo.

## Geschiedenis
Sinds de jaren 50 van de 20e eeuw was het al mogelijk voor Scouts om te kamperen op Spelderholt. Bij de invoering van het keurmerk labelterrein door Scouting Nederland behoorde dit terrein bij de eerste die dit label verkregen.

## Het terrein
Kampeerterrein Spelderholt is een onderdeel van Landgoed Spelderholt van Staatsbosbeheer. Het terrein beslaat 14 ha en biedt verspreid over een zevental groepsterreinen plaats aan 150 kampeerders. Spelderholt is een primitief kampeerterrein, zo zijn er geen douches en toiletten aanwezig. Voor toiletbezoek zijn kampeerders aangewezen op een zelfgegraven hudo.
Dankzij de hoogteverschillen in het terrein liggen de zeven groepsvelden uit het zicht van elkaar wat de kamperende groepen privacy biedt.
In tegenstelling tot veel andere labelterreinen is op Spelderholt geen gebouw aanwezig. De aanwezige kampstaf verblijft er tijdens het kampeerseizoen dan ook onder dezelfde omstandigheden als de gasten.